# Teşvikiye
Teşvikiye è una mahalle e uno dei quattro quartieri (semt in turco) (insieme a Maçka, Osmanbey e Pangaltı) che compongono il quartiere di Nişantaşı del distretto di Şişli a Istanbul.
Il quartiere di Teşvikiye e il suo centro storico vicino alla famosa Moschea Teşvikiye sono una zona di lusso con molte boutique di stilisti, grandi magazzini di fascia alta, eleganti caffè all'aperto e splendidi edifici in stile Art Nouveau costruiti intorno agli anni 1900-1920.
Il quartiere confina con il Maçka Park e, secondo il censimento del 2000, la sua popolazione era di 11.598 abitanti.